# Nguyễn Sư Mạnh
Nguyễn Sư Mạnh (chữ Hán: 阮師孟 ; 1458 - 1540) người làng Cổ Đô, huyện Ba Vì; đỗ Đệ tam giáp đồng Tiến sĩ xuất thân, khoa Giáp Thìn niên hiệu Hồng Đức 15 (1484) đời Lê Thánh Tông. Được bổ làm quan Thượng thư Bộ Lễ, tước Sùng Tín hầu, cử đi sứ Trung Quốc năm 1500, ông được vua Nhà Minh phong tước Thượng thư Trung Quốc .

## Tiểu sử
Nguyễn Sư Mạnh sinh năm 1458 người làng Cổ Đô, xã Cổ Đô, huyện Ba Vì, tỉnh Hà Tây (nay là Hà Nội), thi đỗ Đệ tam giáp đồng Tiến sĩ xuất thân, khoa Giáp Thìn niên hiệu Hồng Đức 15 (1484) đời Lê Thánh Tông. Được bổ làm quan Thượng thư Bộ Lễ, tước Sùng Tín hầu, cử đi sứ Trung Quốc năm 1500.
Có nhiều giai thoại về chuyến đi sứ này: Khi vào yết kiến vua nhà Minh, Nguyễn Sư Mạnh không cài khuy áo, đế hở bụng. Vua Minh giận dữ, cho là sứ thần nước Nam thất lễ, hạch tội khi quân, định trục xuất về nước.
Nguyễn Sư Mạnh quỳ tâu rằng: Vì đường sá xa xôi, bụng thần đầy chữ, nhiều ngày đi đường âm u, ẩm ướt, sợ khú mất chữ thánh hiền, thần xin được phanh áo ra hong, mong nhà vua đại xá.
Nghe vậy, vua Minh vừa muốn thử tài, vừa muốn hại người nước Nam, thách Nguyễn Sư Mạnh viết lại cuốn sách Thiên Vi Chính. Nguyễn Sư Mạnh nhận lời. Vua Minh còn hạ lệnh trong 30 ngày phải hoàn tất. Vua Minh chắc mẩm sứ thần nước Nam không thể làm nổi việc đó, sai người theo dõi. Nhưng sau nhiều ngày, gần hết thời hạn quy định mà không thấy sứ Nam làm gì, chỉ ngồi đánh cờ. Đến ngày thứ 25, vua Minh sai người nhắc nhở, Nguyễn Sư Mạnh trả lời: "Ngày mai thần sẽ viết".
Đến ngày thứ 29, ông đã dâng một bản chép Thiên Vi chính cho vua Minh. Nhận sách, vua Minh khen sứ thần có trí nhớ tuyệt vời, sách chép lại y như bản chính, chỉ có chữ công thừa một dấu chấm. Vua Minh hạch tội, Nguyễn Sư Mạnh khẳng khái nói: Nếu thần viết thừa dấu chấm thì chắc chắn bản gốc của thượng quốc cũng thừa. Vua Minh cho đem bản gốc ra so sánh thì y như lời Nguyễn Sư Mạnh, chữ công cũng thừa dấu chấm thật.
Phục tài, vua Minh không lý gì để làm hại sứ thần nước Nam, lại phong cho ông chức Thượng thư của Trung Quốc. Bốn chữ Lưỡng quốc Thượng thư được khắc tại từ đường họ Nguyễn Cổ Đô nhắc đến công lao của nhà ngoại giao đại tài Nguyễn Sư Mạnh.
Khi về nước Cụ tâu lại sự thể, Vua nước ta truyền cho Cụ làm bài phú " Thái Bình", Cụ liền đọc ngay :
" Nhật Nguyệt quang thiên đạo
  Sơn hà tráng đế cư
  Thái Bình Vô dĩ đáp
Nguyệt thướng vạn thiên thu"
Lược dịch
"Đạo trời sang như mặt trăng, mặt trời
Hoàng Thượng trị vì giữa non sông hùng vĩ
Thái Bình là dĩ nhiên
Xin chúc vĩnh viên được thế"
Lại do có quân công, Cụ được phong tước Sùng Tín hầu, được ban Quốc tính nhà Lê, vua gả công chúa cho. Tên Tự Cụ là Lan Hinh. Khi Cụ về chí sĩ nhà cửa xuềnh soàng ( không có tường) tài sản không có gì, ăn mặc giản dị (áo sám nhạt mầu nước trà). Vua lấy đó làm nghi ngờ, bí mật sai thị vệ giả làm lái buôn đến hỏi mua lụa, chỉ thấy nhà Cụ có một tấm lụa và 5 quan tiền.Thị vệ về tâu, Vua bèn cho Cụ một lọ vàng.
Cụ thọ hơn 70 tuổi (Sách Bản quốc Đăng khoa lục nói cụ thọ 82 tuổi), mất ngày 16 tháng 9 âm lịch, Mộ tang ở xứ Đồng Tranh, Xuân tế vào ngày 16 tháng giêng.
Cụ Bà (Vợ Cả) Công chúa nhà Lê, tên thụy là Ngọc Hân phu nhân, Giỗ ngày 8 tháng 11 âm lịch
Vợ thứ hai : Người họ Trần tên hiệu là Hứa phu nhân
Cụ sinh 3 người con trai :
  Con cả : Lê Khâm
  Con thứ 2 : Lê Phu
  Con thứ 3 : Lê Thiết
Lê Khâm là bản Tổ chi trưởng
Lê Phu là bản tổ chi thứ
Lê Thiết : Chi này ở xã Lỗ Trì, huyện Phù Ninh, Phú Thọ.
Năm 1990 Nhà nước công nhận nhà thờ và mộ cụ Nguyễn Sư Mạnh .
Năm 2010 Nhà nước đã cho trùng tu nhà thờ và mộ của Cụ Nguyễn Sư Mạnh
Để tìm hiểu về Cụ Nguyễn Sư Mạnh "Lưỡng Quốc thượng thự" tìm hiểu tại Wesite http://nguyensumanh.hotoc.vn